# Lordiphosa baechlii
Lordiphosa baechlii är en tvåvingeart som beskrevs av Zhang 2008. Lordiphosa baechlii ingår i släktet Lordiphosa och familjen daggflugor. Inga underarter finns listade i Catalogue of Life.